# Klementowice (przystanek kolejowy)
Klementowice – przystanek kolejowy, niegdyś stacja kolejowa w Klementowicach, w województwie lubelskim, w Polsce. Znajdują się tu 2 perony.

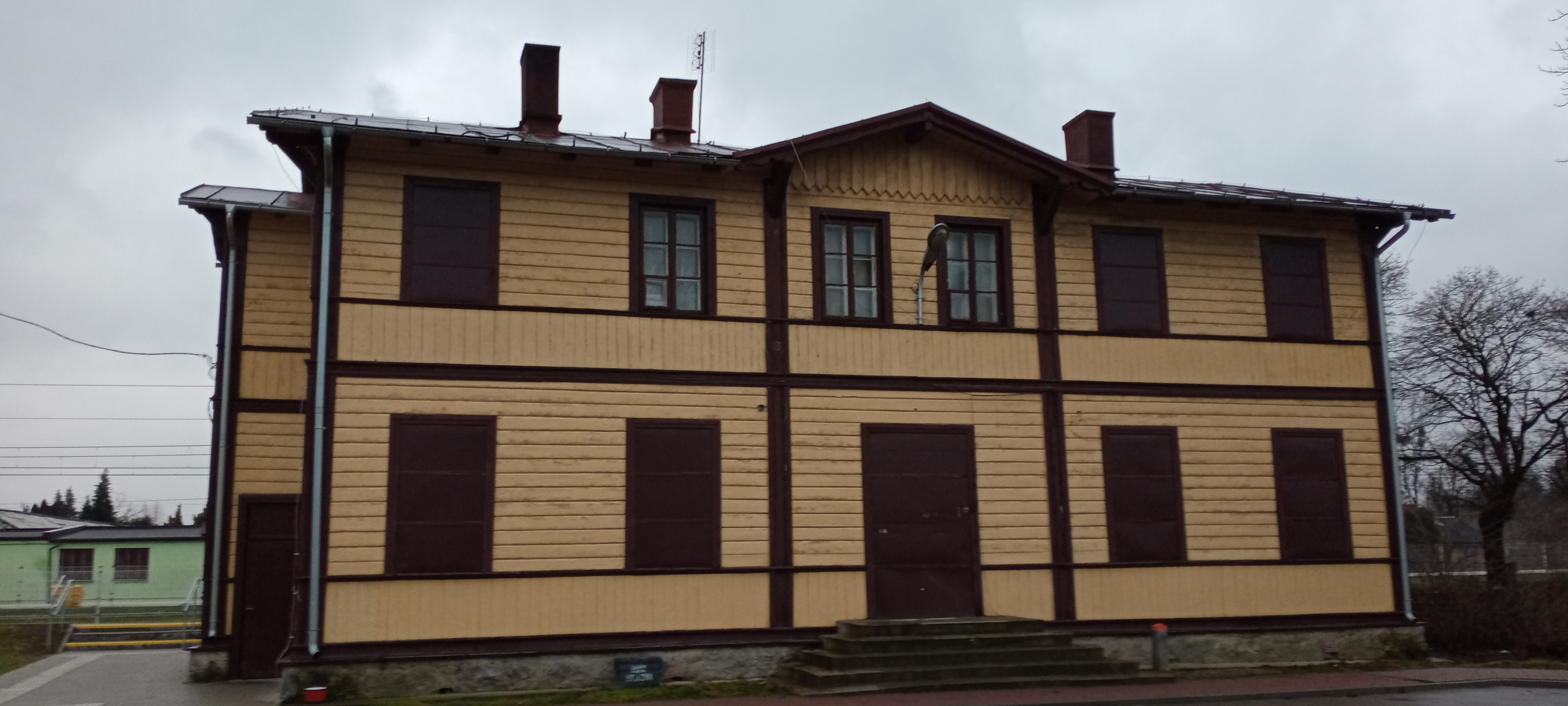
Nieczynny dworzec

## Ruch pasażerski[1]
| Rok  | Wymiana pasażerska na dobę |
| ---- | -------------------------- |
| 2017 | 20-49                      |
| 2018 | 10-19                      |
| 2019 | 10-19                      |
| 2020 | 10-19                      |
| 2021 | 20-49                      |
| 2022 | 20-49                      |
| 2023 | 50-99                      |